# Victor Cazalet
Victor Alexander Cazalet, né le 27 décembre 1896 et mort dans le crash du B-24 de Władysław Sikorski le 4 juillet 1943, est un militaire et homme politique britannique.
Il est notamment MP pour Chippenham.

## Biographie
Il est le frère de Peter, entraîneur de chevaux de race, et de Thelma, militante féministe. Il est aussi le parrain d'Elizabeth Taylor.
Pendant la guerre civile espagnole, membre des comités Friends of National Spain, il soutient vigoureusement les nationalistes.